# Museu Nacional da História Americana
O National Museum of American History (em português: Museu Nacional da História Americana) é destinado ao desenvolvimento da ciência, cultura, tecnologia e política dos Estados Unidos. Construído na capital do país, em Washington D.C, o local traz artefatos, fotos e arquivos que datam o período colonial do pais até os dias de hoje. Ao todo, três milhões de objetos e documentos constituem o acervo do museu.

## Antecedentes e encerramento temporário
O primeiro museu inaugurado em 1964 foi chamado de Museu de História e Tecnologia, e adotou o seu nome atual em 1980. Foi projetado pelo renomado McKim Mead & White empresa arquitetônica, e foi uma das últimas estruturas da empresa de desenho.
O museu foi temporariamente fechado em 5 de setembro de 2006 para um período de dois anos de renovação. Durante esta renovação, alguns dos artefatos estiveram em exibição na exposição "Tesouros da História Americana", no National Air and Space Museum e "Lendária & Coins Moeda", no Instituto Smithsonian. O museu foi agendado para reabrir no Verão de 2008.

## Arquivos
O National Museum of American History Archives Center ocupa mais de 12.000 pés de prateleiras, no edifício do National Museum of American History. Os arquivos são compostos de fotografias, filmes, vídeos, gravações de som e de eventos na história americana. Os arquivos são adquiridos na sua quase totalidade a partir de doações.
Dentre os principais itens em exposição no Museu, destaca-se a bandeira norte-americana "Star-Spangled Banner Flag", que inspirou o poeta Francis Scott Key a escrever o hino nacional, a escrivaninha de Thomas Jefferson, e o sapato de Dorothy, usado em um dos mais famosos musicais americanos, o Mágico de Oz.
O local dedica também um espaço às primeiras líderes mulheres do país. Nomes como Frances Cleveland, Lou Hoover, Jacqueline Kennedy, Laura Bush e Michelle Obama têm peças de roupas expostas no local. O Museu Nacional também conta com exposição sobre a evolução dos meios de transporte e dos negócios e empreendimentos dos Estados Unidos, em amostras diferentes.

## Inovações
O museu passou por uma reforma de US $ 85 milhões de 5 de setembro de 2006 a 21 de novembro de 2008, período durante o qual foi fechado. A Skidmore, a Owings e a Merrill forneceram os serviços de arquitetura e design de interiores para a renovação. As principais mudanças feitas durante a reforma incluem:
- Um novo átrio de cinco andares, que está rodeado por exposições de artefatos que mostram a amplitude da coleção do museu.
- Uma nova e grande escadaria que liga o primeiro e o segundo andar do museu.
- Um novo centro de boas-vindas e a adição de seis objetos importantes para orientar os visitantes.
- Novas galerias, como Jerome e Dorothy Lemelson Hall of Invention.
- Uma câmara ambientalmente controlada para proteger o original Star-Spangled Banner.
Em 2012, o museu iniciou uma reforma de US $ 37 milhões da ala oeste para adicionar novos espaços expositivos, praças públicas e um centro educacional. A renovação também incluirá janelas panorâmicas com vista para o National Mall em todos os três andares e novos recursos interativos para as exposições. O primeiro andar da ala oeste reabriu em 1 de julho de 2015, com o segundo e terceiro andares da reabertura da asa oeste em 2016 e 2017, respectivamente.

## Layout
Cada ala dos três salões de exposição do museu está ancorada por um objeto histórico para destacar o tema dessa ala. Estes incluem a locomotiva John Bull, o balcão de almoço Greensboro, Carolina do Norte e uma roda manual. Os pontos de referência das exposições preexistentes incluem o Telescópio Vassar de 1865, uma Estátua de George Washington, uma ambulância da Cruz Vermelha e um carro da Dumbo Flying Elephant, da Disneyland.
Paredes de artefatos, 84m de caixas de vidro, alinham o núcleo central do primeiro e segundo andares. As paredes dos artefatos são organizadas em torno de temas, incluindo artes; cultura popular; negócios, trabalho e economia; lar e família; comunidade; terra e recursos naturais; pecuária americana; política e reforma; ciência; medicina; tecnologia; e o papel dos Estados Unidos no mundo.

### O prédio

#### Andar inferior
O nível mais baixo do museu exibe Taking America to Lunch, que celebra a história das caixas de almoço americanas. A praça de alimentação do museu, o Stars and Stripes Café e os simuladores de passeio também estão localizados aqui.

#### Primeiro andar
A Ala Leste do primeiro andar (chamada 1 Leste) possui exposições que apresentam transporte e tecnologia; eles incluem America on the Move e Lighting a Revolution. A locomotiva John Bull é o artefato da assinatura.
As exposições na West Wing (1 Oeste) abordam ciência e inovação. Eles incluem Science in American Life featuring Robots on the Road e Bon Appétit! Julia Child's Kitchen. Spark! Lab é uma exibição prática do Centro Lemelson para o estudo da invenção e da inovação. O Telescópio Vassar é o artefato da assinatura.
Uma cafeteria e a principal loja do museu também estão localizados no primeiro andar. O primeiro andar também contém o lobby da Constitution Avenue (1 Centro), bem como um espaço para uma exposição temporária.

#### Segundo andar
As exposições em 2 Leste, a ala leste do segundo andar, consideram ideais americanos e incluem a Galeria Albert Small Documents com exposições rotativas. De 21 de novembro de 2008 a 4 de janeiro de 2009, uma cópia original do endereço Gettysburg, sob empréstimo da Casa Branca, estava em exibição. O balcão Greensboro é o artefato de assinatura desta seção do museu.
Localizado no centro do segundo andar (2 Centro) é o original Star Spangled Banner Flag que inspirou o poema de Francis Scott Key. A bandeira recém-conservada, a peça central do museu renovado, é exibida em uma sala climatizada no coração do museu. Uma exibição interativa pela Potion Design, exatamente ao longo da sala da bandeira, possui uma reprodução digital de tamanho completo da bandeira que permite que os clientes aprendam mais sobre isso tocando em diferentes áreas na bandeira.
A estátua de George Washington, criada em 1840 para o centenário do aniversário de Washington, é o artefato de assinatura de 2 Oeste, a ala oeste do segundo andar do museu.
O segundo andar também abriga o novo centro de boas-vindas do museu e uma loja. O lobby do segundo andar leva Madison Drive e o National Mall.

#### Terceiro andar
As exposições na ala leste do terceiro andar, 3 Leste, estão focadas nos Estados Unidos em guerra; elas incluem The Price of Freedom: Americans in War e The Gunboat Philadelphia. A ambulância da Cruz Vermelha Clara Barton é o artefato da assinatura.
O centro do terceiro andar, 3 Centro, apresenta The American Presidency: a Glorious Burden, que explora a vida pessoal e pública dos homens que ocuparam esse cargo. Ele também apresenta a exibição permanente popular de First Ladies of America, que apresenta suas contribuições, mudando de papéis e exibe vestidos como uma marca de tempos de mudança.
A ala oeste do terceiro andar, 3 Oeste, tem exposições que apresentam entretenimento, esportes e música. Estes incluem Thanks for the Memories: Music, Sports and Entertainment History, o Hall of Musical Instruments e The Dolls 'House. Um carro do Dumbo da Disneyland, the Flying Elephant, é o artefato da assinatura.

### Esculturas ao ar livre
Em 1967, a escultura abstrata de 7,3m de altura, Infinity, foi dedicada na entrada do National Mall. Projetado por José de Rivera e criado por Roy Gussow, foi uma das primeiras esculturas abstratas exibidas em um prédio público principal em Washington D.C. A escultura é uma fita de aço inoxidável polido de 4,9 m de comprimento em cima de uma torre de granito.
A escultura de Alexander Calder, Gwenfritz, foi instalada em uma fonte do lado oeste. O resumo de aço stabile foi dedicado ao museu em 2 de junho de 1969.

### Arquivos
Em apoio à missão do museu, o Centro de Arquivos identifica, adquire e preserva registros de arquivos significativos em muitos meios e formatos para documentar a história da América e suas diversas culturas. Os funcionários do centro organizam, descrevem, preservam e tornam acessíveis as coleções em apoio a bolsas, exposições, publicações e educação.
O Centro de Arquivos ocupa mais de 3.700 m de prateleiras no Museu Nacional de História Americana. Os pontos fortes do assunto incluem a história do rádio, da televisão, do telégrafo, da computação e de outros aspectos da história da tecnologia com um interesse especial na história da invenção; publicidade, marketing e empreendedorismo; cartões postais, cartões de felicitações; música americana (partitura, jazz) e instrumentos musicais. Estes, e uma grande variedade de outros assuntos, são documentados em registros comerciais, papéis pessoais e extensas participações em filmes cinematográficos, gravações de vídeo e som, fotografias históricas e histórias orais.

### Centro para o Estudo da Invenção e Inovação Jerome e Dorothy Lemelson
O Centro Lemelson, uma iniciativa da Fundação Lemelson, produz programas educacionais, publicações populares e acadêmicas, exposições, podcasts e simpósios sobre invenção. A missão do Centro Lemelson é documentar, interpretar e divulgar informações sobre invenção e inovação, incentivar a criatividade dos jovens e promover uma apreciação pelo papel central da inovação na história dos Estados Unidos. O Centro freqUentemente fornece um foco multianual em alguns aspectos de como a invenção influenciou a sociedade americana, como o tema "Invenção e Meio Ambiente" de 2002. Os programas incluem um simpósio anual, apresentações e palestrantes convidados, e muitas vezes a publicação de um livro que destaca um tópico específico.
O Centro fornece material de currículo gratuito para salas de aula em todo os Estados Unidos, organiza exposições de museus itinerantes (como Invention at Play) e oferece oportunidades de pesquisa. Obtém coleções de arquivos relacionadas à invenção para o Centro de Arquivos do museu. Tais coleções consistem em documentos e materiais que documentam o trabalho de inventores americanos passados e atuais.

## Diretores
Os seguintes indivíduos atuaram como diretor da NMAH. O museu foi inicialmente criado em 1º de julho de 1957 como o Museu Nacional de História Americana no Museu Nacional dos Estados Unidos; tornou-se o Museu Nacional de História e Tecnologia em 1969 e o Museu Nacional de História Americana em 1980.
- Frank A. Taylor (April 16, 1958 – 1964)[12]
- John Canfield Ewers (1964–1965)[12]
- Robert P. Multhauf (1966–1968)[12]
- Daniel J. Boorstin (1968–1973)[12]
- Brooke Hindle (1974–1978)[12]
- Roger G. Kennedy (1979–1992)[12]
- Spencer R. Crew (1992–1994) – diretor de atuação[12]
- Spencer R. Crew (1994–2001)[12]
- Marc J. Pachter (2001–2002) – diretor de atuação[12]
- Brent D. Glass (Outubro 2002 – Agosto 2014)[12][13]
- Marc J. Pachter (Agosto 2014 – Julho 2015) – diretor de atuação[12][13]
- John Gray (Julho 2015 – presente)[13]